# Thrippunithura
Thrippunithura est une ville indienne située dans la banlieue de Cochin, dans le district d'Ernakulam dans l’État du Kerala. En 2011, sa population était de 59 881 habitants.

## Source de la traduction
- (en) Cet article est partiellement ou en totalité issu de l’article de Wikipédia en anglais intitulé « Thrippunithura » (voir la liste des auteurs).